# Епархия Гаррисберга

Герб епархии Гаррисберга

Епархия Гаррисберга (лат. Dioecesis Harrisburgensis) — епархия Римско-Католической церкви с центром в городе Гаррисберг, США. Епархия Гаррисберга входит в митрополию Филадельфии. Кафедральным собором епархии Гаррисберга является Собор Святого Патрика.

## История
3 марта 1868 Святой Престол учредил епархию Гаррисберга, выделив её из епархии Филадельфии.
30 мая 1901 епархия Гаррисберга передала часть своей территории новой епархии Алтуны (сегодня — Епархия Алтуны — Джонстауна).
В епархии находятся две базилики: Базилика Святейшего Сердца Иисуса в тауншипе Коневаго (округ Адамс) и Базилика Святых Кирилла и Мефодия в боро Дэнвилл (округ Монтур); обе храма имеют статус ма́лой базилики.

## Ординарии епархии
- епископ Джеремайя Фрэнсис Шанахан[англ.] (03.03.1868 — 24.09.1886)
- епископ Томас Макговерн[англ.] (06.12.1887 — 25.07.1898)
- епископ Джон Уолтер Шанахан[англ.] (02.01.1899 — 19.02.1916) — брат первого епископа Гаррисберга
- епископ Филипп Ричард Макдевитт[англ.] (10.07.1916 — 11.11.1935)
- епископ Джордж Лео Лич[англ.] (19.12.1935 — 19.10.1971)
- епископ Джозеф Томас Дейли[англ.] (19.10.1971 — 02.09.1983)
- епископ Уильям Генрих Килер (10.11.1983 — 11.04.1989) — апостольский администратор с 03.09. по 10.11.1989, назначен архиепископом Балтимора, кардинал с 1994
- епископ Николас Кармен Даттило[англ.] (21.11.1989 — 05.03.2004)
- епископ Кевин Карл Роудс[англ.] (14.10.2004 — 14.11.2009) — назначен епископом Форт-Уэйна — Саут-Бенда
- епископ Джозеф Патрик Макфадден[англ.] (22.06.2010 — 02.05.2013)[1]
- епископ Рональд Уильям Гейнер[англ.]  (24.01.2014 — 25.04.2023)
- епископ Тимоти Кристиан Сеньор[англ.] (c 25.04.2023)

## Источник
- Annuario Pontificio, Libreria Editrice Vaticana, Città del Vaticano, 2003, ISBN 88-209-7422-3